# Requinto jarocho

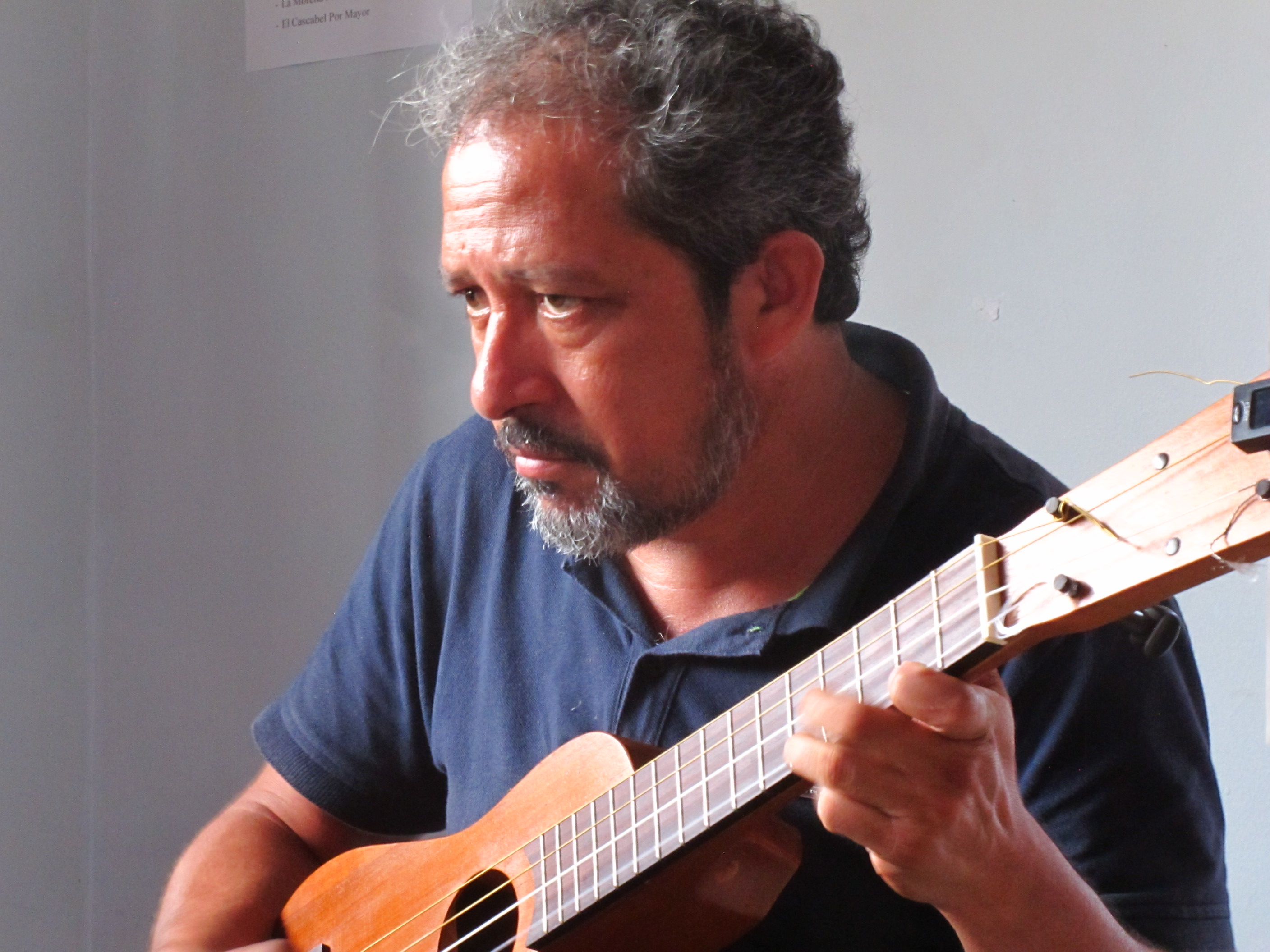
Octavio Vega tocando el requinto.

El requinto jarocho o guitarra de son es un instrumento mexicano de cuatro o cinco cuerdas utilizado en el son jarocho originario de Veracruz. 
Se ejecuta punteando las cuerdas con un plectro, generalmente de cuerno de toro, y es el instrumento que lleva la melodía dentro del conjunto jarocho; en ese sentido, puede complementarse con otros instrumentos como el arpa jarocha o el violín, mientras la jarana jarocha lleva la armonía. Sus dimensiones pueden variar de alrededor de 50 cm a menos de 1 m. Las variedades más grandes se conocen como "leonas" o "boconas" y sirven como un bajo. Algunas variantes tienen 5 cuerdas o 6 cuerdas. También existe una variante llamada requinto punteador que tiene ocho cuerdas, agrupadas en cuatro órdenes de cuerdas dobles.

## Tipos de requintos o guitarra de son
| Nomenclatura     | Extensión acústica | Num de trastes | Rango de registros | Tesitura |
| ---------------- | ------------------ | -------------- | ------------------ | -------- |
| Guitarra grande  | do2 - la3          | 9              | graves             | bajo     |
| Guitarra cuarta  | Sol2 - sol 4       | 12             | graves - medios    | barítono |
| Requinto jarocho | do3 - do5          | 12             | medios             | tenor    |
| Medio requinto   | sol3 - sol5        | 12             | medios - agudos    | alto     |
| Requinto primero | do4 - la5          | 9              | agudos             | soprano  |

## Papel del requinto
"Es conveniente destacar el papel fundamental del requinto como el instrumento melódico por antonomasia del son jarocho, y que la ejecución de éste último siempre involucra la combinación de cuerdas rasgueadas (jaranas) con cuerdas punteadas (arpa, requinto, e instrumentos afines)."

## Construcción del instrumento
Tradicionalmente el requinto se construye a partir de un solo bloque de cedro rojo escarbado. El mecanismo de afinación funciona a base de clavijas insertadas a presión, aun cuando en ciertos casos se hayan adoptado las técnicas de construcción de la guitarra.
La afinación popular para el de 4 cuerdas es: do re sol do, y para el de 5 cuerdas: sol re sol do fa. La afinación puede variar dependiendo el gusto del músico.

## Ejecutantes
Entre sus ejecutantes más reconocidos se encuentran: Lino Chávez, Macario Cruz Bejarano, Gerardo Alcantara, Reynaldo León, Esteban Utrera, Andrés Vega, Cirilo Promotor Decena, José Aguirre, Rutilo Parroquín y Ramón Gutiérrez Hernández.